# Châteauneuf-de-Gadagne
Châteauneuf-de-Gadagne è un comune francese di 3 346 abitanti situato nel dipartimento della Vaucluse della regione della Provenza-Alpi-Costa Azzurra.

## Società

### Evoluzione demografica
Abitanti censiti